# Колбасково (гміна)
Гміна Колбасково (пол. Gmina Kołbaskowo) — сільська гміна у північно-західній Польщі. Належить до Полицького повіту Західнопоморського воєводства.
Станом на 31 грудня 2011 у гміні проживало 11020 осіб.

## Територія
Згідно з даними за 2007 рік площа гміни становила 105.40 км², у тому числі:
- орні землі: 67.00%
- ліси: 7.00%

Таким чином, площа гміни становить 15.87% площі повіту.

## Населення
Станом на 31 грудня 2011:
| Опис     | Загалом | Загалом | Чоловіки | Чоловіки | Жінки | Жінки |
| -------- | ------- | ------- | -------- | -------- | ----- | ----- |
| одиниця  | осіб    | %       | осіб     | %        | осіб  | %     |
| все      | 11020   | 100     | 5380     | 48.82    | 5640  | 51.18 |
| міське   | 0       | 100     | 0        |          | 0     |       |
| сільське | 11020   | 100     | 5380     | 48.82    | 5640  | 51.18 |

## Сусідні гміни
Гміна Колбасково межує з такими гмінами: Ґрифіно, Добра.